# Borgonja
Borgonja (francuski: Gamay) je jedna od najstarijih poznatih sorti grožđa. Smatra se da ju je rimski car Prob donio u Dalmaciju iz Francuske još u 3. stoljeću. Jedno je sigurno, u 14. stoljeću se ova sorta naveliko uzgajala u Burgundiji.
Cijelo ime sorte glasi: Gamay Noir à Jus Blanc, što bi u prijevodu značilo "crni Gamay s bijelim sokom", jer ova vrsta ima izrazito bijelo meso. Nastala je prirodnim križanjem Pinota i Gouais Blanca. Najviše se uzgaja u Francuskoj, i to u Beaujolaisu, gdje zauzima 99% površine vinograda. Cijela proizvodnja ovog slavnog vina počiva baš na Gamay sorti.
Vino borgonje crvene je boje, izrazitog mirisa i veoma harmonično.
Servira se na temperaturi od 15°C do 18°C.
Ostali nazivi: Gamay noir, Petit Gamai, Borgonja istarska, Gamay Beaujolais, Beaujolais.

## Vanjske poveznice
- Mali podrum  Arhivirana inačica izvorne stranice od 28. rujna 2007. (Wayback Machine) - Borgonja; hrvatska vina i proizvođači